# Férfi 4 × 100 méteres vegyes váltó az 1974-es úszó-Európa-bajnokságon
Az  1974-es úszó-Európa-bajnokságon a férfi 4 × 100 méteres vegyes váltó  versenyeit augusztus 25-én rendezték. A versenyszámban 14 csapat indult. A győztes az NSZK váltója lett Európa-csúccsal. A magyar csapat a hetedik helyen végzett.

## Rekordok
|              | Név                                                     | Nemzet | Idő     | Helyszín | Dátum               |
| ------------ | ------------------------------------------------------- | ------ | ------- | -------- | ------------------- |
| Világcsúcs   | Mike Stamm Tom Bruce Mark Spitz Jerry Heidenreich       | USA    | 3:48,16 | München  | 1972. szeptember 4. |
| Európa-csúcs | Roland Matthes Klaus Katzur Hartmut Flöckner Lutz Unger | NDK    | 3:52,12 | München  | 1972. szeptember 4. |

A versenyen új rekord született:
| Európa-csúcs | döntő | Klaus Steinbach Walter Kusch Folkert Meeuw Peter Nocke | NSZK | 3:51,57 | Bécs, Ausztria | augusztus 25. |

## Eredmények
A rövidítések jelentése a következő:
| - Q: továbbjutás időeredmény alapján - ECR: Európa-bajnoki rekord | - WR: világ rekord - ER: Európa-rekord | - NR: országos rekord |

### Selejtezők
| Helyezés | Futam | Név                                                                | Nemzet             | Idő     | Megj. |
| -------- | ----- | ------------------------------------------------------------------ | ------------------ | ------- | ----- |
| 1.       | 2     | Lutz Wanja Christian Lietzmann Hartmut Flöckner Wilfried Hartung   | NDK                | 3:57,59 | Q     |
| 2.       | 2     | Colin Cunningham David Wilkie Stephen Nash Brian Brinkley          | Egyesült Királyság | 3:57,61 | Q     |
| 3.       | 1     | Bodo Schlag Thomas Pähr Michael Kraus Gerhard Schiller             | NSZK               | 3:57,99 | Q     |
| 4.       | 1     | Igor Potyakin Mihail Hrjukin Viktor Sarigin Anatolij Ribakov       | Szovjetunió        | 3:58,85 | Q     |
| 5.       | 2     | Lapo Cianchi Giorgio Lalle Paolo Barelli Roberto Pangaro           | Olaszország        | 3:59,28 | Q     |
| 6.       | 1     | Santiago Esteva Pedro Balcells Arturo Lang-Lenton Jorge Comas      | Spanyolország      | 4:00,31 | Q     |
| 7.       | 2     | Franck Meslier Bernard Combet Serge Buttet Michel Rousseau         | Franciaország      | 4:01,11 | Q     |
| 8.       | 1     | Verrasztó Zoltán Szabó Sándor Hargitay András Hámori Jenő          | Magyarország       | 4:01,53 | Q     |
| 9.       | 1     | Svante Zetterlund Glen Christiansen Per Berglund Bernt Zarnowiecki | Svédország         | 4:02,00 |       |
| 10.      | 2     | Atle Melberg Ove Wisløff Gunnar Gundersen Fritz Warncke            | Norvégia           | 4:02,37 |       |
| 11.      | 1     | Miloš Zdravko Divjak Lolic René Lustig                             | Jugoszlávia        | 4:03,98 |       |
| 12.      | 2     | Helmut Podolan Steffen Kriechbaum Josef Maurer Hofmann             | Ausztria           | 4:05,58 |       |
| 13.      | 1     | Lars Finer Tuomo Kerola Arto Lainekivi Antti Lehtonen              | Finnország         | 4:11,16 |       |
| 14.      | 2     | Robert Howard Desmond Coyle Francis White Kevin Williamson         | Írország           | 4:26,58 |       |

### Döntő
| Helyezés | Név                                                                                                | Nemzet             | Idő     | Megj. |
| -------- | -------------------------------------------------------------------------------------------------- | ------------------ | ------- | ----- |
|          | Klaus Steinbach (58,56) Walter Kusch (1:04,63) Folkert Meeuw (56,65) Peter Nocke (51,73)           | NSZK               | 3:51,57 | ER    |
|          | Colin Cunningham (59,82) David Wilkie (1:03,61) Stephen Nash (58,18) Brian Brinkley (53,52)        | Egyesült Királyság | 3:54,13 |       |
|          | Igor Potyakin (1:00,53) Nyikolaj Pankin (1:04,75) Viktor Sarigin (56,89) Vlagyimir Bure (52,20)    | Szovjetunió        | 3:54,37 |       |
| 4.       | Roland Matthes (57,79) Christian Lietzmann (1:07,80) Roger Pyttel (55,41) Wilfried Hartung (53,63) | NDK                | 3:54,63 |       |
| 5.       | Lapo Cianchi (1:01,50) Giorgio Lalle (1:06,60) Paolo Barelli (58,23) Roberto Pangaro (52,17)       | Olaszország        | 3:58,50 |       |
| 6.       | Santiago Esteva Pedro Balcells Arturo Lang-Lenton Jorge Comas                                      | Spanyolország      | 3:59,15 |       |
| 7.       | Verrasztó Zoltán (59,77) Szabó Sándor (1:08,50) Hargitay András (57,69) Hámori Jenő (54,51)        | Magyarország       | 4:00,47 |       |
| 8.       | Franck Meslier (1:02,93) Bernard Combet (1:07,16) Serge Buttet (58,84) Michel Rousseau (52,41)     | Franciaország      | 4:01,34 |       |